# Dress To Impress
Dress To Impress (en español: Vestirse para Impresionar) es un videojuego de rol y simulador de avatar.  Fue creado por Dress To Impress Group, él 18 de octubre del 2023, fue producido por Gigi, Owen, DiarBenOfficial, Choopie.  Se hizo viral en 2024 y 2025 por ser un popular juego de moda dentro de la plataforma Roblox.

## Gameplay
El jugador tiene un tiempo determinado para vestirse.  Aleatoriamente se elige un estilo de moda, el jugador debe vestirse de acuerdo al estilo de moda que se eligió. Después de vestirse, debes pasar por una pasarela, dónde los demás jugadores deben calificar la vestimenta.  Así hizo que él juego fuera más viral, y tuviera más mecánica en el sistema de cámaras y audio.  

## Popularidad
El juego se hizo viral por vestimentas y por una gran colaboración con brat de Charli xcx. Él juego se asoció al álbum brat.  El juego conquistó a todo el mundo, cerca de 2024 y en sus inicios. Logró tener más de 1 billón de visitas fácilmente. La música también tienen que ver en esto. Las músicas hicieron más atractivo, la fase y idea del juego.   Él juego debutó el 8 de octubre del 2023. La creadora Gigi, usó las opiniones de los usuarios, para hacer actualizaciones frecuentes para satisfacer a los jugadores. 